# Twierdzenie Brooksa
Twierdzenie Brooksa – w teorii grafów twierdzenie określające relację pomiędzy maksymalnym stopniem wierzchołka i liczbą chromatyczną w grafie. Nazwa twierdzenia została ustanowiona na cześć angielskiego matematyka Rowlanda Leonarda Brooksa, który opublikował jego dowód w 1941 roku.

Graf pełny jest pokolorowany wierzchołkowo przy pomocy sześciu kolorów, a maksymalny stopień wierzchołka w tym grafie wynosi pięć

## Twierdzenie
Jeżeli graf G jest spójny i nieskierowany oraz nie jest grafem pełnym ani cyklem o nieparzystej długości, to liczba chromatyczna tego grafu jest nie większa niż maksymalny stopień wierzchołka Δ w tym grafie. 
{\displaystyle \chi (G)\leqslant \Delta (G)}
Jeżeli graf jest grafem pełnym lub cyklem o nieparzystej długości, to jego liczba chromatyczna wynosi {\displaystyle \chi (G)=\Delta (G)+1}